# Meiothecium urceolatum
Meiothecium urceolatum är en bladmossart som beskrevs av Mitten in Melliss 1875. Meiothecium urceolatum ingår i släktet Meiothecium och familjen Sematophyllaceae. Inga underarter finns listade i Catalogue of Life.